# Rosebankia caffra
Rosebankia caffra är en insektsart som först beskrevs av Charles Kimberlin Brain 1915.  Rosebankia caffra ingår i släktet Rosebankia och familjen ullsköldlöss. Inga underarter finns listade i Catalogue of Life.